# USS Gyatt (DD-712)

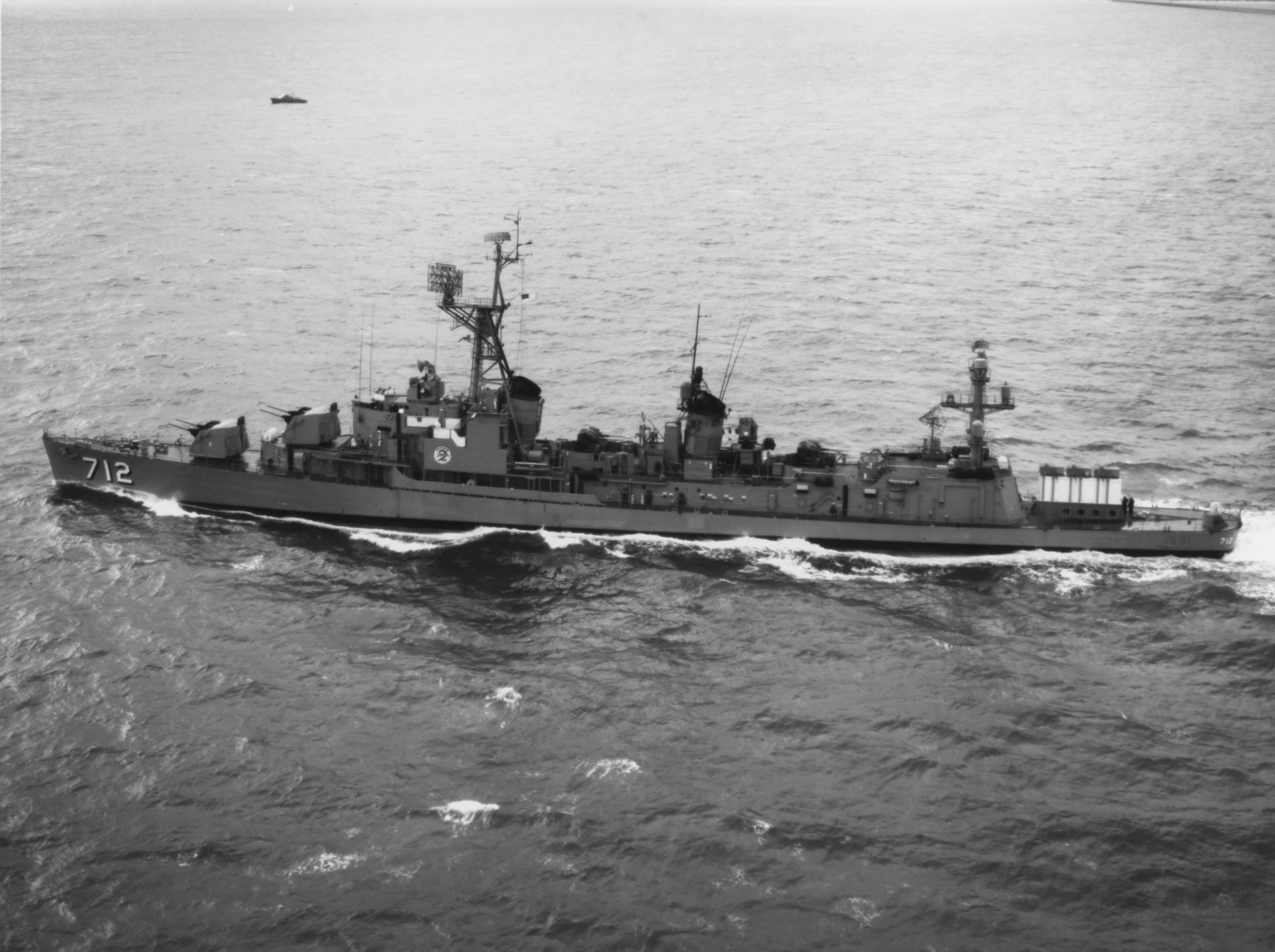
DD-712

El USS Gyatt (DD-712/DDG-1/DDG-712) fue un destructor de la clase Gearing de la US Navy. Fue puesto en gradas en 1944, botado en abril de 1945 y comisionado en julio de 1945.

## Construcción e historia de servicio
Fue puesto en gradas en 1944 (el 7 de septiembre) en Federal Shipbuilding and Dry Dock Company (de Nueva York), botado el 15 de abril de 1945 y comisionado el 2 de julio de 1945.
En 1955 fue equipado con misiles Terrier convirtiéndose en el primer destructor de misiles guiados de la US Navy y del mundo. En 1957 su designación cambió a DDG-1. En 1961 y 1962 prestó apoyo al Programa Mercury sirviendo como estación de recuperación de cápsulas.
El buque fue des-comisionado en 1969 (el 22 de octubre) y hundido como objetivo en 1970.